# Euphorbia burchellii
Euphorbia burchellii es una especie fanerógama perteneciente a la familia de las euforbiáceas. Es endémica de Brasil donde se encuentra en la Amazonia.

## Taxonomía
Euphorbia burchellii fue descrita por Johannes Müller Argoviensis y publicado en Flora Brasiliensis 11(2): 680. 1874.
Etimología
Euphorbia: nombre genérico que deriva del médico griego del rey Juba II de Mauritania (52 a 50 a. C. - 23), Euphorbus, en su honor – o en alusión a su gran vientre –  ya que usaba médicamente Euphorbia resinifera. En 1753 Carlos Linneo asignó el nombre a todo el género.
burchellii: epíteto otorgado en honor del botánico inglés William John Burchell (1782-1863), quien entre sus viajes figura una expedición a Brasil y la selva amazónica.